# Shahine Ezell
Shahine Ezell (Dallas, Texas, 11 de enero de 1984) es un actor iraní-estadounidense de cine y televisión, así como productor discográfico, mánager de talentos y compositor.
Estudió interpretación en el Booker T. Washington High School for the Performing and Visual Arts y en el California Institute of the Arts.

## Biografía y carrera
Nacido en Dallas, Texas de madre afroamericana y padre iraní persa de Teherán, Ezell creció en un hogar multicultural. A una edad temprana, su pasión por la interpretación le introdujo en el teatro, lo que le llevó finalmente al California Institute of the Arts para cursar una licenciatura en interpretación.
Después de graduarse como actor en activo, los papeles que contrataba carecían de una voz auténtica, lo que le impulsó a evolucionar las representaciones monocordes de Hollywood de las comunidades de color. Su primer cortometraje, Thank You Card trata sobre la naturaleza cíclica de la vida de las bandas y se proyectó en el Festival de Cine Panafricano. Entre sus proyectos más recientes figuran varios cortometrajes con Google sobre comunidades desfavorecidas.
Comenzó su carrera en el programa de televisión Strong Medicine. Luego pasó a trabajar en películas: Driftwood, Detention, Remember the Daze, y Días de ira. También apareció en el programa de la NBC Crossing Jordan. Actualmente trabaja en el álbum debut de Leighton Meester.